# SPICA
Pour les articles homonymes, voir spica.
SPICA (SPace Infrared telescope for Cosmology and Astrophysics), est un projet de télescope spatial infrarouge proposé par l'agence d'exploration aérospatiale japonaise JAXA avec une participation importante de l'Agence spatiale européenne. L'observatoire comprend un télescope d'un diamètre de 2,5 mètres fonctionnant en infrarouge moyen et lointain. Les capteurs refroidis à une température de 50 milli-kelvins sans avoir recours à un liquide cryogénique permettent une sensibilité nettement supérieure à son prédécesseur Herschel. Pour les astronomes japonais, SPICA prend la suite du télescope infrarouge Akari. SPICA est un des trois projets pré-sélectionnés en mai 2018 pour la mission moyenne M5 du programme scientifique Cosmic Vision de l'ESA qui doit être lancée en 2032. La sélection finale est prévue en 2021. En octobre 2020, l'ESA et la JAXA décident d'abandonner le projet dont la complexité technique est trop couteuse et de la retirer de la compétition. 

## Objectifs scientifiques
La capacité de SPICA à observer avec une grande définition et sensibilité dans l'infrarouge moyen et lointain est utilisée pour étudier la formation des objets astronomiques dans les régions poussiéreuses de l'espace où pratiquement seule cette partie du spectre électromagnétique est visible depuis l'espace terrestre. SPICA doit permettre d'étudier :
- La formation et l'évolution des systèmes planétaires.
- Le cycle de vie de la poussière interstellaire.
- La formation et l'évolution des galaxies.

## Caractéristiques de l'observatoire SPICA
SPICA est un engin spatial d'une masse de 3,7 tonnes de forme cylindrique long de 7,5 mètres pour un diamètre de 4,5 mètres. Le télescope d'un diamètre de 3 mètres a un champ optique de 5 minutes d'arc. Ses capteurs sont refroidis à 50 milli-kelvins sans avoir recours à une réserve de liquide cryogénique qui limite soit la taille du télescope soit sa sensibilité (Herschel). Il comprend 3 instruments, :
- SMI, caméra infrarouge et spectrophotomètre fonction dans le moyen infrarouge (5-38 µm).
- SAFARI, spectromètre imageur en infrarouge lointain (34-210 µm) avec un champ optique de 2'×2'. Cet instrument est développé par l'Agence spatiale européenne. Il utilise un nouveau type de capteur dit « TES » (Transition Edge Sensor), qui tire parti des propriétés supraconductrices de certaines matériaux lorsque leur température est abaissée à 50 millikelvins.
- B-BOP, bolomètre polarimétrique pour le submillimétrique (70,200 et 350 µm)

Le système de contrôle thermique passif est constitué d'un pare-soleil et de trois revêtements thermiques. Le système actif comprend deux réfrigérateurs mécaniques Stirling à deux étages redondants. Le télescope génère un flux de données de 350 gigabits/jour. Les télécommunications se font en bande X et en bande S grâce à 3 antennes faible gain, 1 antenne moyen gain et 1 antenne grand gain. Les sous-systèmes du satellite est alimenté en énergie par des panneaux solaires fournissant 2,8 kW. Il est stabilisé sur 3 axes par des roues de réaction. Quatre moteurs-fusées de 23 newtons de poussée et 8 de 3 newtons de poussée sont utilisés pour les corrections de trajectoire. Ils peuvent fournir un delta-v total de 110 m/s grâce à 300 kg d'ergols.

## Déroulement de la mission
L'observatoire SPICA doit être mise en orbite par une prochaine génération de lanceur japonais H3 depuis la base de lancement de Tanegashima. De là, il doit rejoindre le point de Lagrange L2 autour duquel il décrit une orbite de halo d'une période de 180 jours. La mission doit durer trois ans avec pour cible une durée de cinq ans.

## Avancement du projet
Le projet est mis sur pied depuis de nombreuses années et sa date de lancement initialement planifiée pour le début des années 2010, est régulièrement repoussée. SPICA fait partie des 25 projets proposés pour la mission moyenne M5 du programme Cosmic Vision de l'ESA qui doit être lancée en 2032. Elle fait partie des trois projets pré-sélectionnés en mai 2018. La sélection finale doit intervenir en 2021,. Finalement, le 15 octobre 2020, l'ESA et la JAXA annoncent que SPICA n'est plus en compétition car les contraintes et la complexité technique ne sont pas compatibles avec le budget disponible. 